# Comuna Ivanîțea, Icinea
Ivanîțea (în ucraineană Іваниця) este o comună în raionul Icinea, regiunea Cernihiv, Ucraina, formată din satele Ivanîțea (reședința), Kovtunivka, Kupîna, Step, Zahin și Zoțivka.

## Demografie
Componența lingvistică a comunei Ivanîțea
     Ucraineană (98,3%)
     Rusă (1,62%)
     Alte limbi (0,08%)
Conform recensământului din 2001, majoritatea populației comunei Ivanîțea era vorbitoare de ucraineană (98,3%), existând în minoritate și vorbitori de rusă (1,62%).